# Алипий (Константинов)
Алипий (в миру — Алексей Иванович Константинов, 9 [21] марта 1851, Ярославская губерния, Российская империя — 17 [30] августа 1901, Валаам, княжество Финляндское, Российская империя) — русский иконописец, иеромонах Валаамского монастыря, получил известность как создатель Валаамской иконы Божией Матери, почитаемой в Русской и Финляндской православной церкви как чудотворная. Алипий состоял членом комиссии по строительству Спасо-Преображенского собора Валаамского монастыря и колокольни при нём, руководил монастырской иконописной мастерской и отделением иконописи художественной школы в монастыре.
Яркая и неоднозначная личность художника привлекала внимание современников. О нём писали путешественник и журналист Василий Немирович-Данченко; писатель и публицист, представитель консервативно-христианского направления общественной мысли Иван Шмелёв; поэт, драматург и переводчик Константин Случевский.
В архиве Ново-Валаамского монастыря сохранилось значительное число документов, связанных с его жизнью и деятельностью. Интерес к жизни и творчеству Алипия в конце XX — начале XXI века возник после публикации найденного в архиве Ново-Валаамского монастыря «Сказания о Валаамской иконе Божией Матери».
Искусствовед Светлана Большакова считала, что творчество иеромонаха Алипия стало переломным эпизодом в развитии художественного стиля продукции валаамской иконописной мастерской. С его именем она связывала переход Валаамского монастыря (как в создании икон, так и в монументальных росписях) на принципы академической школы живописи.

## Биография
Алексей Константинов родился 9 (21) марта 1851 года в семье мещан Константина Иванова и Матроны Васильевой в деревне Липниково Рыбинского уезда Ярославской губернии.
Алексей Константинов обучался в Императорской академии художеств в Санкт-Петербурге, был награждён малой серебряной медалью, но не сумел окончить обучение из-за проблем со здоровьем.
Впечатлительный и склонный к уединению, он в юности мечтал оставить мир и уйти в монастырь; 3 сентября 1875 года был принят в Валаамский монастырь как «проживающий для богомыслия и приобщения к монашеской жизни»; 23 мая 1879 года он стал послушником; 12 мая 1884 года принял постриг с именем Алипий в честь преподобного Алипия Киево-Печерского, первого известного по имени русского иконописца; 28 июня 1892 года был рукоположён в иеродиакона, а в 1893 — в иеромонаха. В 1896 году иеромонах Алипий был пожалован серебряной медалью для ношения на груди на Александровской ленте, а в 1896 году награждён набедренником.
Став известным иконописцем, Алипий сохранил смирение и скромность, часто исполнял «послушание за трапезой». Известно, что иконописец особенно почитал Божью Матерь. Соборную икону «Валаамской Божьей матери» он писал во время чтения братией акафиста в её честь.
Скончался 17 (30) августа 1901 года в день поминовения Алипия Киево-Печерского. Краткая запись в метрической книге гласит: «…умер от ожога, погребён 18 августа. Погребение совершал игумен Гавриил соборне». Сам игумен Гавриил в своём дневнике обходит этот факт молчанием. В метеорологических записях монастыря за 1901 год отмечены два стихийных бедствия, которые Большакова в кандидатской диссертации связывала с этим событием:
- За месяц до кончины иеромонаха Алипия сгорел остров Сосновец.
- За три дня до 17 августа во время ранней литургии молния пробила окно в куполе Спасо-Преображенского собора и на колокольне расщепила деревянную балку, к которой крепился колокол.

Однако, исследовательнице биографии иконописца не удалось найти никаких сведений о пострадавших при этих событиях в официальных документах монастыря.
Точное место захоронения его на Братском кладбище Валаамского монастыря не установлено, но сохранилось гранитное надгробие, на котором высечена надпись:

«3десь покоится прах почившего о Господе иеромонаха Алипия, сконч. 17 августа 1901 г. 50 лет от рожд. Искусный иконописец и усердный труженик. Святии отцы и братия, не забудьте и меня, егда молитеся!»— Валаамские праведники. Иеромонах Алипий

## Личность иконописца
Писатель Василий Немирович-Данченко во время своих путешествий по Российской империи встречался с Алипием в валаамской мастерской и описывал его как маленького, тщедушного человека, у которого золотистые волосы «на голове шапкой стоят, и никаким гребнем не разберёшь», с грустными добрыми глазами и бледным, кажущимся измученным лицом. Он также отмечал авторитет, которым пользовался совсем юный инок у братии монастыря. Один из монахов так отозвался в его присутствии о живописце: «даровал ему Господь талант на пользу братии, — такой талант, коему и светские громогласные художники вотще позавидовать могут!». Когда писатель захотел лично познакомиться с Константиновым и посмотреть его работы, то он «сконфузился, покраснел, заторопился». Художник признался писателю, что после того, как задумывает картину, никогда не приступает сразу к исполнению своего замысла, ожидая вдохновения от Бога.
Немирович-Данченко был потрясён тем, как монастырь поощряет работу иконописца, — Константинову выписывали французские и английские «иллюстрации» на те сюжеты, над которыми он уже закончил работать. Публицист писал в книге «Мужицкая обитель»: «Обидно и досадно становится за него. Живая душа, бьётся. Даже ещё хуже — не бьётся, а примирилась, считает место это лучшим на всей земле, а рясу свою и скуфейку — высшим счастьем… Понятно, если талант мало-помалу заглохнет. Скоро эти грустные глаза погаснут, а живое, выразительное лицо, на котором постоянно сменяются впечатления, примет сухую иноческую складку, — тогда и чистые линии рисунка огрубеют, нежные краски поблёкнут, в фигурах умрёт жизнь, а из художника, обещавшего многое, выработается простой шаблонный иконописец…»
Писатель отмечал «женственную мягкость» иконописного стиля Алипия, называл его «Валаамским Рафаэлем». Несмотря на внешнюю хрупкость и специфику художественного стиля Алексей Константинов был настойчив и решителен: по утверждению Немировича-Данченко, одной из причин ухода в монастырь Алипия стал конфликт с родителями, которые не хотели видеть сына иконописцем, избивали его. Большакова заметила, что Алипий выполнял те храмовые росписи, которые имеют в основе своей сложное символико-догматическое содержание.
Алипий состоял также членом комиссии по возведению каменного соборного храма с колокольней. В бумагах Алипия сохранился набросок неизвестного акафиста Божией Матери, который, по мнению протоиерея Геннадия Беловолова — биографа Алексея Константинова, составлял сам иконописец.
Радуйся, Непостыдная Предстательнице! Радуйся, Преблагая Богородице! Радуйся, Очистилище мира! Радуйся, Радосте скорбящим и Пристанище обуреваемым! Радуйся, яже всем Помогающая сущим в нуждах! Ты убо сохрани и мене, Дево, Всех скорбящих Пренепорочная Владычице!

## Деятельность как иконописца и живописца
Алексей Константинов проявил задатки к изобразительному искусству в подростковом возрасте, что не находило понимания у родителей. Склонность юноши к живописи привлекла внимание монастырского начальства (В. Р. Рывкин утверждал, что Алексей Константинов ещё до прибытия в Валаамский монастырь был иконописцем) и он был определён в иконописную мастерскую.

### Обучение живописи

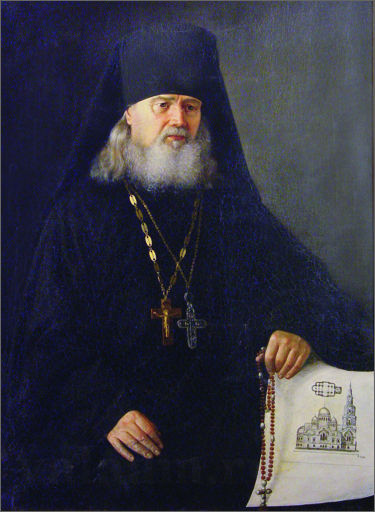
Ионафан (Дмитриев) — игумен Валаамского монастыря, до 1891

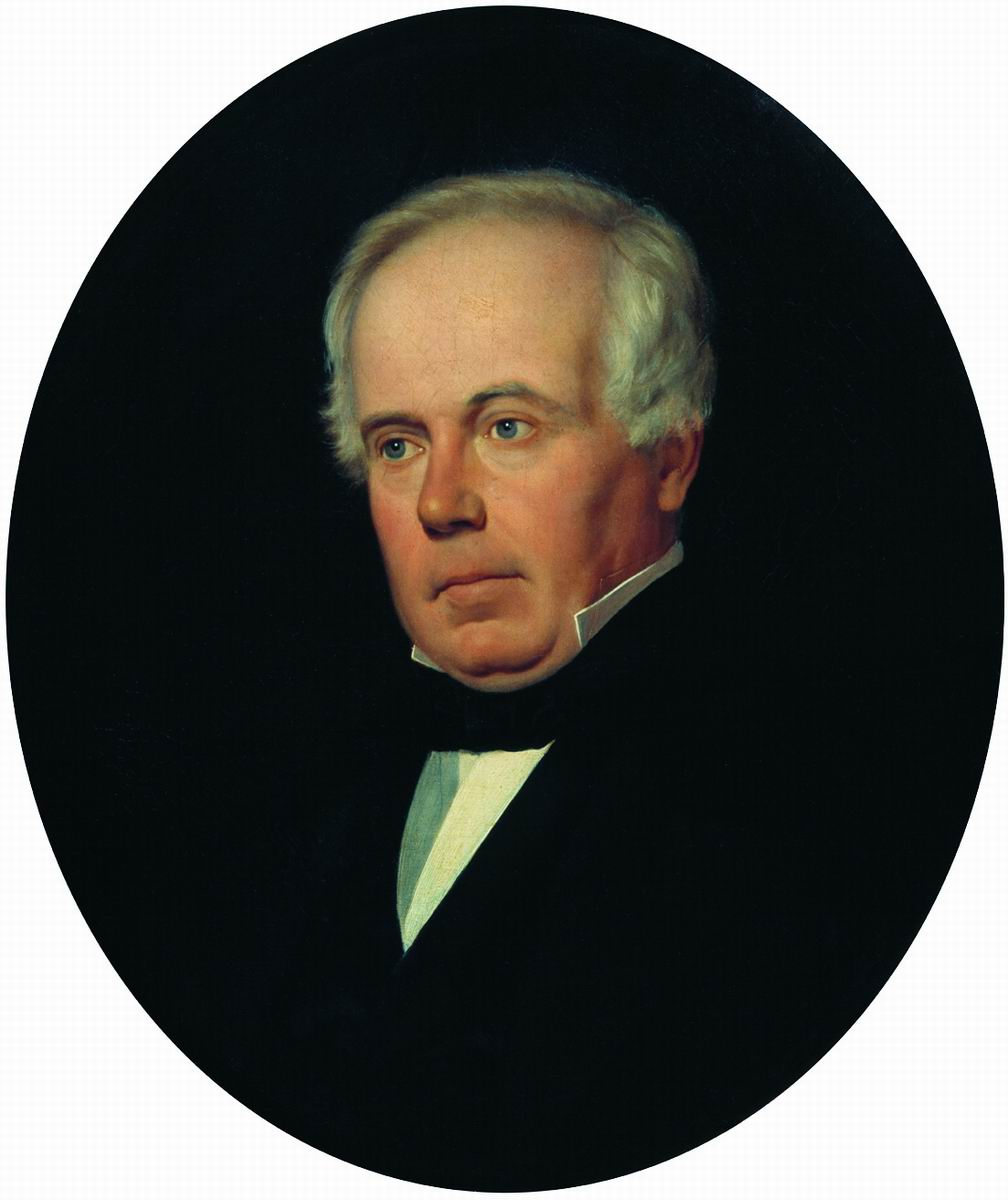
Сергей Зарянко. Портрет гравёра и ректора Императорской академии художеств Фёдора Ивановича Иордана, 1855

Исполнявший обязанности игумена казначей монастыря Ионафан направил Константинова на обучение в Императорскую академию художеств. При содействии ректора Академии Фёдора Иордана (писатель, журналист и краевед Анатолий Бахтиаров видел в мастерской Алипия на Валааме портрет Фёдора Иордана с дарственной подписью) он был зачислен. В документах Императорской академии художеств его имени нет, и биограф иконописца Геннадий Беловолов предположил, что Константинов был вольнослушателем. Иконописец предположительно проходил обучение с 1879 по 1882 год, эти даты реконструировала в своей кандидатской диссертации Большакова, исходя из того, что в 1878 году Константинов ещё находился на Валааме и именно в этом году написал там Валаамскую икону Божией матери, а в 1882 году он получил от Академии наук серебряную медаль, но не в личном порядке, как было принято, — Константинов снова находился на Валааме, и медаль была ему сюда прислана Академией. Малую поощрительную серебряную медаль Алексей Константинов получил за работу на тему священной истории, показанную на академической выставке в 1882 году. Доктор искусствоведения Ирина Бусева-Давыдова считала награду свидетельством немалой одарённости юноши. Бахтиаров в очерке «Валаамская обитель» утверждал, что данная награда была присуждена Константинову за «рисунок» «Рождество Христово», который он лично видел на Валааме. Окончить Академию художеств Константинов не смог по состоянию здоровья. По другой версии, причиной стало отсутствие средств.

### Алипий как иконописец
Занимаясь иконописью, Алипий не оставлял светской живописи и поэзии. Часто он уходил в лес на этюды («писать в безмолвии природу Божью»). Игумен Ионафан видел в этом опасность для монаха. Когда он назвал Алипия лентяем, то художник ушёл из монастыря на два года. Большакова реконструировала на основе переписки игумена Ионафана датировку этого события — 1889—1890 годы (по Беловолову — 1889—1891 годы). Геннадий Беловолов обнаружил в архиве Ново-Валаамского монастыря документы, позволившие точно датировать это событие. В августе 1889 года Константинов отпросился на два месяца в Рыбинск «для свидания с родными», но в назначенный срок не вернулся. Он подал церковному начальству прошение о переводе в один из монастырей Ярославской губернии. Дело дошло до обер-прокурор Святейшего синода Константина Победоносцева, который лично встретился с иконописцем в Троице-Сергиевой пустыни вблизи Санкт-Петербурга летом 1890 года. Победоносцев вошёл в положение Константинова и рекомендовал удовлетворить его просьбу. В это время Константинов испытывал проблемы со сном, мучился укорами совести. Он вынужден был вернуться в обитель и просил прошения у игумена. Некролог Алипия, опубликованный в журнале «Исторический вестник», упоминает, что, уже будучи монахом, Алипий получил первую награду за композицию на одной из академических выставок. Автор некролога не уточняет время получения этой награды.
Алипий создал фресковые росписи в храмах и скитах Валаама, написал большое число икон. Его сотрудниками в работе над иконами были игумен Гавриил и иеромонах Лука. Доктор филологических наук Леонид Резников считал, что именно Гавриил был вдохновителем росписей валаамских храмов и часовен, «примером неистовой работоспособности», но в силу отсутствия у него профессионального образования художника он не мог играть роль руководителя подобных работ. По мнению некоторых искусствоведов, творчество трёх иконописцев положило начало особому валаамскому иконописному стилю (кандидат философских наук Виктор Кутковой не считает возможным выделение такого стиля и настаивает на различии только «творческих манер» отдельных мастерских в рамках иконописи этого времени). Одной из первых работ Алипия стала роспись скита Всех Святых. Константин Случевский, побывавший на Валааме в 1887 году, застал иконописца за работой над фресками этого храма. Он писал: «Церковь только отделывается, и внутренность её занята лесами; стены и купол расписывает монах, бывший ученик фигурного класса Академии художеств… особенно хорошо удаётся ему изображение всех небесных сил бесплотных в куполе».
Роспись Спасо-Преображенского собора в 1891—1896 годах Алипий воспринимал как главное дело жизни. Он написал иконы для пятиярусного иконостаса верхнего храма Преображенского собора (Большакова называла его четырёхъярусным и считала Алипия главой группы художников, выполнявших иконы для него). Его кисти в соборе принадлежат настенные росписи «Преображение Господне» (эту фреску особо отмечал путешественник, побывавший в храме в 1908 году, называя её «чудесной»), «Вознесение Христово», «Сретение Господне», «Ветхозаветная Троица», «Воскресение Христово» и некоторые другие, созданные в верхнем храме Преображенского собора, выполненные в 1893—1896 годах. Росписи нижнего храма святителей Сергия и Германа Валаамских, над которыми Алипий работал в 1891 и 1892 годах, не сохранились. Современники приписывали Алипию иконы Божией Матери Троеручицы и Святителя Николая, написанные для монастырской трапезной.

## Особенности творчества и наиболее известная работа

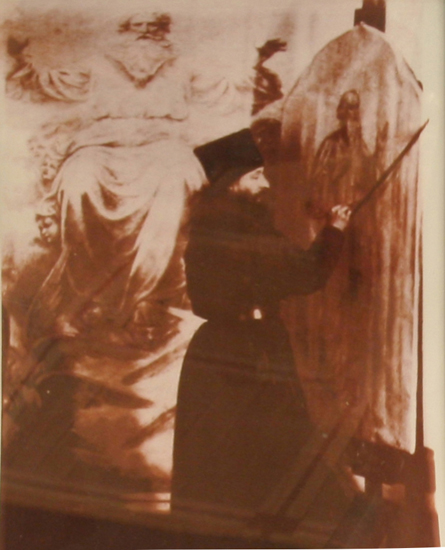
Иеромонах Алипий за работой. Неизвестный фотограф второй половины XIX века

Виктор Кутковой относит творчество иконописца к академическому стилю в иконописи, для которого характерно «живоподобие» — иконописец пытался выразить мистическое начало, но выражал свои мысли на языке мирской живописи, «тайны небесные пытался пояснить земными реалиями» (в общем ракурсе проблема влияния петербургской, в первую очередь академической живописи, на валаамскую иконопись рассмотрена в статье архимандрита Арсения). Заслугой иеромонаха Алипия он считает обращение к иконографическому опыту живописцев прошлого, чтобы «традицией превозмочь преходящее».
Внутренний мир и спокойствие отражались на иконах Алипия. Его творчество называли на Валааме «духовным прозиранием небесновечной красоты». Алипий долго обдумывал свой замысел, начинал работу над иконой, когда ощущал действие благодати Божьей, писал её с молитвой, работал длительное время. Об Алипии писали русский писатель, путешественник и журналист Василий Немирович-Данченко, писатель, публицист, представитель консервативно-христианского направления общественной мысли Иван Шмелёв (сохранивший рассказ монахов Валаама об отходе Алипия от мирской живописи), кандидат богословия и будущий архиепископ, иеромонах Дамиан, русский поэт, писатель, драматург, переводчик Константин Случевский. Для одних его творчество было эталоном мастерства и глубокого постижения смысла иконы, как для иеромонаха Дамиана, для других стало символом угасшего в монастыре таланта (как у В. Немировича-Данченко). Ещё более полемично выразил вторую точку зрения Иван Шмелёв в своём раннем очерке «На скалах Валаама» («За гранью мира»): «Валаам могучей рукой дисциплины, которая леденит мысль, сжал талант… душу брата Алексея, теперь отца Алипия, пришиб художника», правда, в более позднем произведении «Старый Валаам» он оценивал жизнь иконописца уже по-другому: «Алипий ищет в ликах Господень Свет… подвиг высокий принял. Никакое это не порабощение, а воодушевление. Нетленное пишет, небесно-вечную красоту».
Иеромонах Дамиан так оценивал творчество и деятельность иконописца:

«В преимущественной мере это можно сказать об умершем в сентябре валаамском иконописце, управлявшим художественной мастерской в валаамском монастыре около четверти века, о. Алипии. В новом Валаамском соборе и скитах есть много работ покойного, производящих глубокое впечатление. Влияние иконописца признаётся громадным, так как Валаам — учитель иконописи на весь русский Север»— Иеромонах Дамиан. Проблемы и недостатки мастеров живописцев
Часто Алипий применял в иконах золочёные фоны с орнаментальным рельефом (иконы для иконостаса Успенской церкви, «Валаамская икона Божией Матери» и Господа Вседержителя, находившиеся в иконостасе Смоленского скита, иконы для иконостасов верхнего и нижнего храмов Спасо-Преображенского собора). Большакова предполагала, что этот приём был перенят Алипием от иконописца В. М. Пешехонова, который активно работал в монастыре в то время, когда Алексей Константинов только стал послушником на Валааме. Пешехонов делал орнаменты методом чеканки или цировки по золоту, а Алипий нанесением объёмного рельефа по левкасу с последующим золочением.
Большакова в своей диссертации отмечала, что Алипий сочетал характерные для воспитанника Академии художеств навыки и приёмы (в композиции и колористике) и знание иконописной темперной техники. Исследовательница предположила, что работы Алипия выполнены в смешанной технике, в основе которой лежит «исполнение тонального рисунка и цветового подмалёвка темперными красками с последующими лессировками маслом». Этим достигнута плотная эмалевидная поверхность «с необыкновенно тонким свечением красок из глубины лессировочных слоёв». Иконопись Алипия не потускнела за прошедшее столетие. Особенно, по мнению исследовательницы, поражает отделка в деталях: тщательность и трепетность золотых кудрей Архангела Гавриила, развевающиеся складки лёгкой ткани хитона и мягкость письма пальцев рук и ног Архангела и Богородицы. Живопись Алипия	отличает светлый, мягкий и нежный пастельный колорит, что иногда объясняют особенностями природы Валаама, объёмный рисунок.
Некролог иконописца отмечал, что будучи связан иконописным каноном, Алипий «не мог развить в себе сильного красочного чувства, колорит его работ робок и наивен, но тем ярче выступают достоинства его как художника с редкой мощью и правильностью строгого рисунка». Автор заметки назвал его «ещё неизвестным и мало оценённым Фра Анджелико». Его работы, по его мнению, производят «глубокое, тёплое, задушевное впечатление».
Учитывая неравноценность фресковых композиций, приписываемых Алипию, по мастерству исполнения, Большакова предположила, что, вероятнее всего, Алипий часто только руководил учениками, а сам писал лишь центральный образ Иисуса Христа. Для его фресок характерно близкое к иконописи решение:

«отсутствие глубины пространства (условный или символический золотой фон), размеренность движений и бесстрастность действующих лиц, вневременность действия. В то же время трактовка фигур — их удивительная скульптурность и свобода, с которой они нарисованы, точное и мягкое распределение складок одежд и академическая техника письма в целом, пастозная на свету и лессировочная в тени с локальным распределением цветовых пятен — со всей очевидностью говорят о том, что их автор был также хорошо знаком и с академической школой живописи»— Светлана Большакова. Иконы и настенные росписи Валаамского монастыря XVIII — начала XX веков
Фресковые росписи Алипия выполнены в византийской технике воско-клеевой темперы. В составе связующего красочного слоя использовались: пунический (омыленный) воск, осетровый клей и пчелиный мёд. Живопись выполнялась по сухой штукатурке, на которую предварительно наносилось несколько слоёв клее-мелового и гипсового грунта, а между слоями грунта поверхность промазывалась клеем. Такая техника давала устойчивость краски в условиях повышенной влажности Валаама. Колорит росписей со временем не изменился.

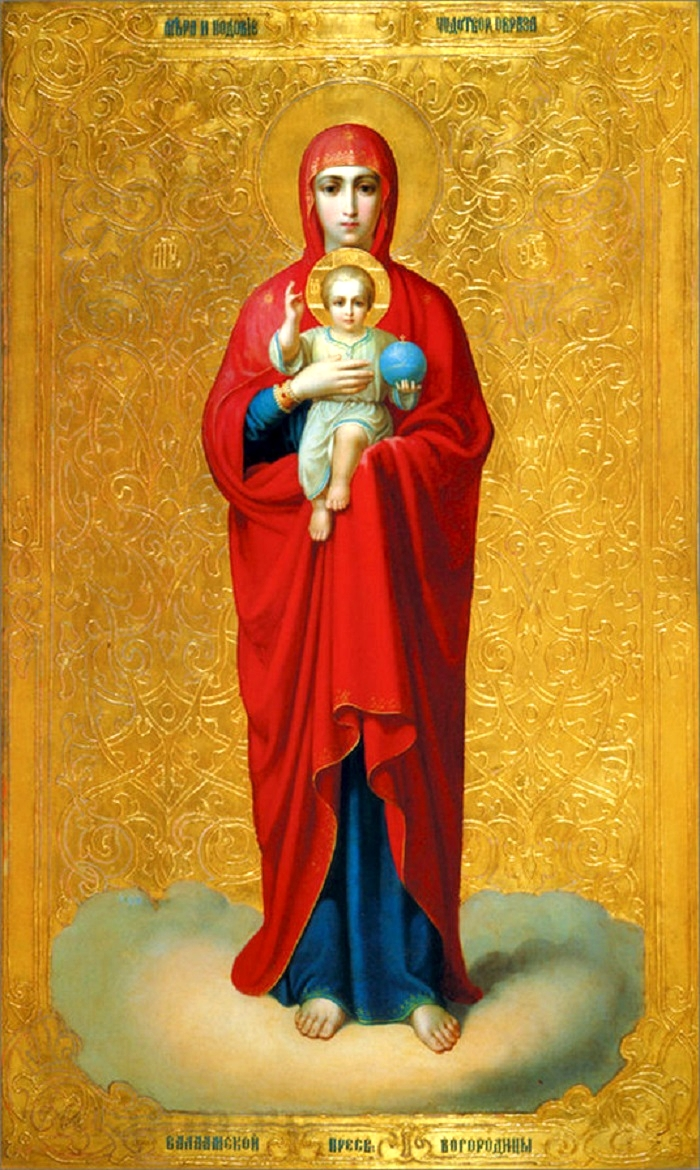
Алипий. Валаамская икона Божьей матери. Ново-Валаамский монастырь

### Валаамская икона Божией матери
Самой известной работой Алипия стала Валаамская икона Божией Матери. Икона была написана в технике, сочетающей использование темперы и масляной живописи. Алипию во время её создания (1878 год) было 26 лет. На Валааме икона получила название «Местная Валаамская». В нижней части иконы настоятелем Валаамского монастыря игуменом Гавриилом была вложена частица ризы Богоматери. Списки с иконы Алексея Константинова имеют надпись «Образ и подобие чудотворного образа Валаамской Божией Матери»). Икона часто относится исследователями к иконографическому типу «Одигитрия». Они отмечают царственное положение Марии, держащей Младенца, её торжественность, которая напоминает иконы Богородицы, связанные с византийским императорским двором.
Большакова считала иконографию иконы самостоятельной, но опосредованно связанной с образом «Никопея» («Победотворной»). Она отмечала также желание Константинова приблизиться к идеалу, которым в то время считался образ «Сикстинской мадонны» Рафаэля Санти — в композиции «ощущается начало или продолжение некоей сюжетной линии, зритель как бы наблюдает за действием, развивающимся во времени: движения фигур Богородицы и младенца передают мгновенное состояние, которое вот-вот изменится, то есть действие протекает в рамках изменяющегося времени и пространства».
Большакова замечала, что золотой фон с орнаментом в виде лилий (которые являются символом чистоты) подчёркивает неземную природу пространства, жесты Богородицы и младенца вписываются в круг (символ вечности). Композиция иконы подчёркивает не земной аспект бытия Богородицы и Спасителя, как это характерно для церковной живописи XIX века, опиравшейся на западноевропейские образцы, а литургическое значение образа, что свойственно византийской иконе.
Иконография этой иконы, по мнению Елизаветы Корпелайнен, не цитирует древние образцы, но соединяет элементы византийского иконографического извода «Никопея» (на подобных иконах Богородица держит Иисуса перед собой, словно щит) с иконописным типом «Великая Панагия» (на таких иконах Богоматерь изображается в полный рост c Иисусом на её лоне).
Иконографическими образцами для Валаамской иконы Божией Матери Кутковой считал мозаику в апсиде из церкви Успения в Никее и мозаику «Богоматерь между императором Иоанном II Комнином и императрицей Ириной» (1118 год, южная галерея собора Святой Софии в Константинополе). В научных статьях высказывалось предположение, что Алипий мог совершать паломнические поездки, во время которых получил возможность познакомиться с этими иконографическими типами. Елизавета Корпелайнен этот факт считала спорным, так как Валаамская икона Божией матери отличается от канонических образцов в смысловых деталях и связана с ними только общими чертами и ассоциативно. Она утверждала, что образцом для неё служили иконы-картины художников-академистов в храмах Санкт-Петербурга и его пригородов. В частности, возможным образцом она считала Костомаровскую икону Божией Матери. В соответствии с преданием, этот образ был подарен Спасскому Костомаровскому скитскому храму императором Александром I в 1818 году. Она также писала о влиянии на икону лютеранского мистического движения пиетизм, отчего «образ Божественной любви обрёл… черты романтической
сентиментальности».
Богоматерь изображена в полный рост на облаке в золотом сиянии, она поддерживает младенца-Христа рукой, скрытой под накидкой снизу, а другой рукой — спереди. Богоматерь словно прикрывает его от будущих страданий. Стопы Богоматери изображены без обуви (что финская исследовательница отмечает как оригинальный элемент в православной иконографии). Правая рука Христа благословляет, в левой он удерживает державу, увенчанную крестом.

## Во главе иконописной мастерской и школы

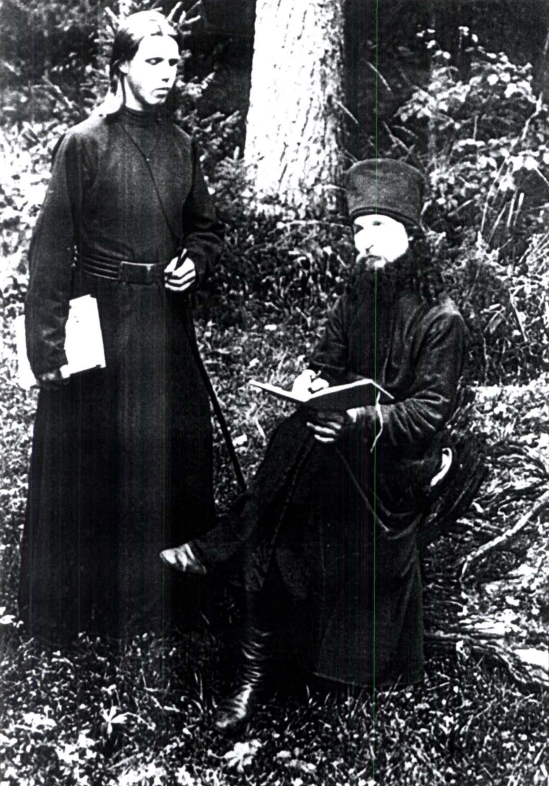
Иеромонах Алипий с учеником-послушником. Архив Ново-Валаамского монастыря

С середины 80-х годов Алипий исполнял обязанности главы монастырской иконописной мастерской. В её состав входило двенадцать монахов и послушников. История иконописной школы Валаамского монастыря вызывает споры среди исследователей. Так некоторые издания утверждают, что она была организована только в 90-х годах XIX века в связи с необходимостью оформления строящегося Спасо-Преображенского собора. Финские исследователи и В. Р. Рыбкин связывали её возникновение с именем студента Академии художеств В. А. Бондаренко. Светлана Большакова, исходя из анализа писем игумена Ионафана в Духовную консисторию, установила, что валаамская художественная школа к концу 80-х годов уже существовала, её возглавлял в это время именно Алипий, но обучался в этой школе до 90-х годов «весьма узкий круг лиц». Она предполагала, что школа была основана не самим Алипием, а несколько ранее — оставшимися в монастыре воспитанниками Академии художеств Александром Машковым и Иваном Ивановым.
Большакова отмечала как удивительный факт, что игумен Гавриил, сам — иконописец, в дневниковых записях часто упоминает не Алипия, а другого художника, преподававшего в школе — иеромонаха Луку. Алипия же игумен в дневнике называет только один раз без связи с иконописью, указывая день его рукоположения в иеромонахи. Искусствовед объясняла это обидой Гавриила на временный уход Алипия из Валаамского монастыря ещё при игумене Ионафане. В книге «Описание Валаамского монастыря и скитов его», вышедшей в 1904 году, два иконописца упоминаются как руководители разных отделов художественной школы в монастыре, Алипий — иконописного, а Лука — живописного. Бусева-Давыдова утверждала, что игумен Гавриил счёл необходимым «преобразовать иконописную мастерскую монастыря в художественную школу академического типа». Она объясняла это «исключительно важными для монастыря работами по написанию икон и росписи интерьеров главного собора».
Роль Алипия как педагога современник называл «огромной», указывая, что обучение у него прошли «сотни учеников-иконописцев».

## Судьба наследия художника
Большинство валаамских икон имеют стандартную надпись: «трудами иноков Валаамского монастыря», что затрудняет их атрибуцию в настоящее время. Только две из сохранившихся икон, созданных иеромонахом Алипием, подписаны — икона Сергия Радонежского и Коневская икона Божией Матери. В фондах музея Ново-Валаамского монастыря был найден рисунок с подписью Алипия (Большакова приписывает ему также неподписанный рисунок «Тайная вечеря»). Остальные произведения, предположительно созданные Алексеем Константиновым, определяются благодаря характерным особенностям его художественной манеры.
Валаамская икона Божьей матери была на некоторое время забыта и помещена в хранилище в заброшенной церкви Святого Николая, пока по молитвам к ней не получила исцеление от недуга жительница Санкт-Петербурга Наталья Андреева. После этого началось почитание иконы, среди высоко чтивших её были великий князь Николай Николаевич Младший и его брат, великий князь Пётр Николаевич. Для Николая Николаевича в иконописной мастерской Валаама был выполнен список Валаамской иконы. После вступления России в Первую мировую войну Николай Николаевич, ставший Верховным главнокомандующим всеми сухопутными и морскими силами Российской империи, пожертвовал монастырю тысячу рублей, «с тем чтобы капитал этот оставался неприкосновенным, а проценты от него были употребляемы на вечное возжжение лампады перед образом Пресвятыя Богородицы Валаамския».

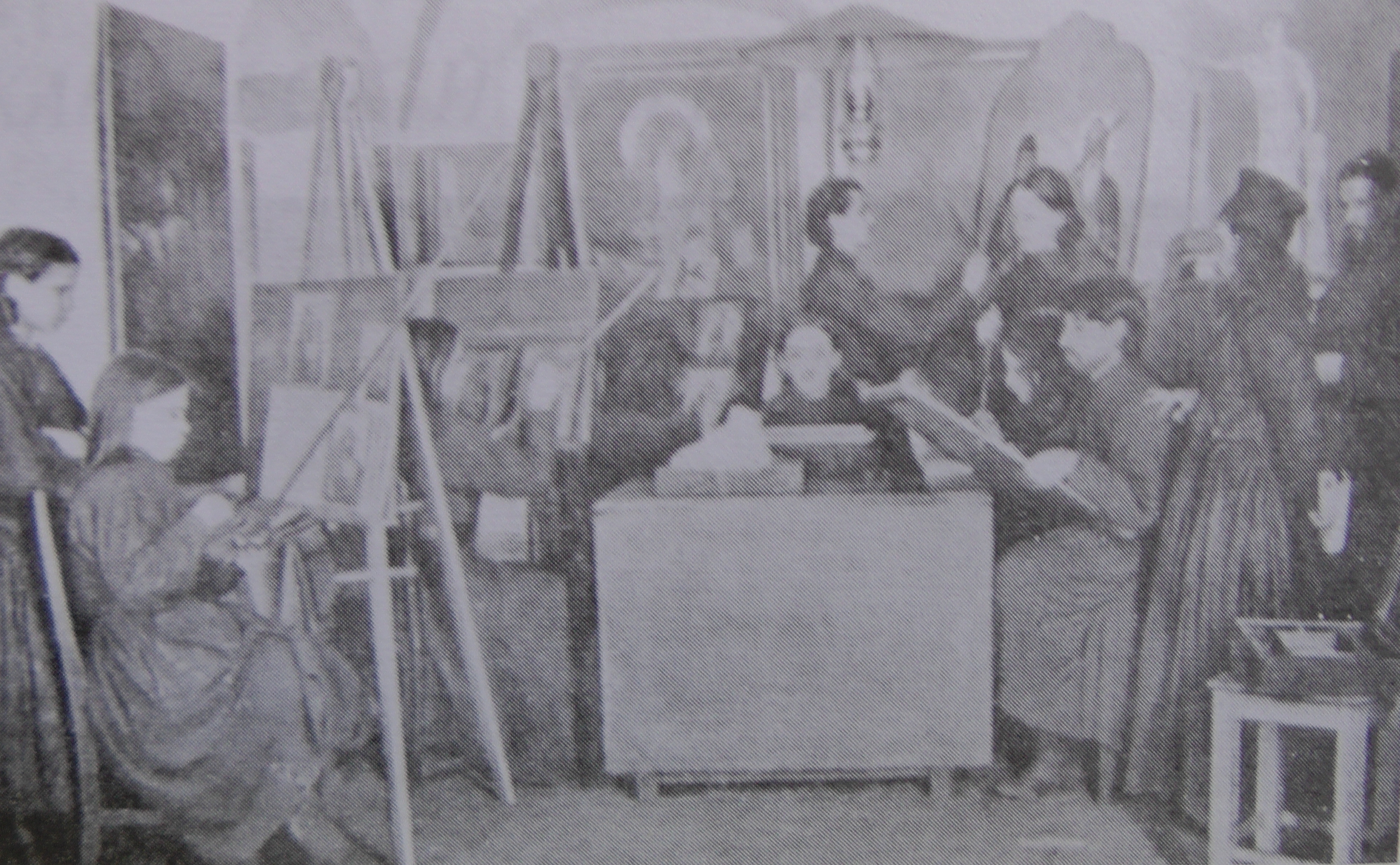
Иконописная мастерская Валаама. Второй справа — иеромонах Алипий. Неизвестный фотограф второй половины XIX века

До 1940 года икона оставалась на Валааме, который отошёл после 1917 года к Финляндии, а в 1940 году икона была увезена валаамскими иноками в Финляндию, где был основан новый монастырь, названный «Новый Валаам». С того времени Валаамский образ Божией Матери находится там в Преображенском соборе. В России в Валаамском монастыре находится чтимый список иконы, созданный валаамскими монахами в 1900 года (находился первоначально в часовне Валаамского монастыря на Васильевском острове в Санкт-Петербурге, в 1932 году он был перенесён в церковь в честь Смоленской иконы Божией Матери на Смоленском кладбище). Большакова отмечала его сходство с творческой манерой Алипия, но авторство его, с точки зрения исследовательницы, «вызывает вопросы»: с одной стороны, иеромонах Алипий был ещё жив и действительно мог исполнить копию знаменитой иконы сам, с другой стороны — «живопись и рисунок более жёсткие, нежели в оригинале, и тип лика несколько изменён, хотя и имеет много общего с другими работами» Алипия. Геннадий Беловолов воспринимал этот список как работу самого Алипия и считал его одним из последних его произведений.
В монастыре находится церковь во имя Валаамской иконы, для которой написана точная копия образа. Большакова писала, что в Ново-Валаамском монастыре (кроме чудотворного оригинала) экспонируются две иконы Господа Вседержителя, одна из которых была создана как парная для Валаамской иконы Божией Матери и находилась в иконостасе Смоленского скита, и ещё одна копия с Валаамской иконы Божией Матери. Она считала, что характер иконописи даёт возможность предположить для этих двух икон авторство Алипия. 13 июля 1997 года в связи со столетней годовщиной явления Валаамской иконы Божьей матери указом патриарха Алексия II было установлено празднование иконе.
Кандидат архитектуры Виктор Рывкин считал, что росписи Алипия в куполе верхней церкви скита Всех Святых (1887) были утрачены, но главный хранитель Валаамского музея Л. Н. Печёрина в статье о творчестве художника утверждала, что они сохранились. До нашего времени дошли только отдельные композиции художника на стенах Спасо-Преображенского собора (правда, степень их сохранности оставляет желать лучшего, а большая часть росписей погибла), а также некоторые иконы для иконостасов Валаама (выполненные в середине 1890-х годов). Иконы «Деисус» и «Господь Саваоф» из Спасо-Преображенского собора были для реставрации направлены в фонды музея. Художник-реставратор В. П. Макаров восстановил красочный слой. В 1994 году они были возвращены в монастырь, «Деисус» был помещён в киот над ракой преподобных Сергия и Германа. Икона «Господь Саваоф» была возвращена в иконостас. В настоящее время она находится в алтаре Никольского скитского храма.
На основе упоминания у Василия Немировича-Данченко названий увиденных им в мастерской художника композиций Большакова приписывает Алимпию два холста («Исцеление прокажённого» и «Мытарь Закхей на дереве, приглашающий Христа»), датированные 1881 годом, но без имени художника, которые хранятся в Ново-Валаамском монастыре в Финляндии. Живопись обоих, по её мнению, несёт отпечаток творчества Алипия — контрастный передний план противопоставляется мягкому пастельному заднему плану.

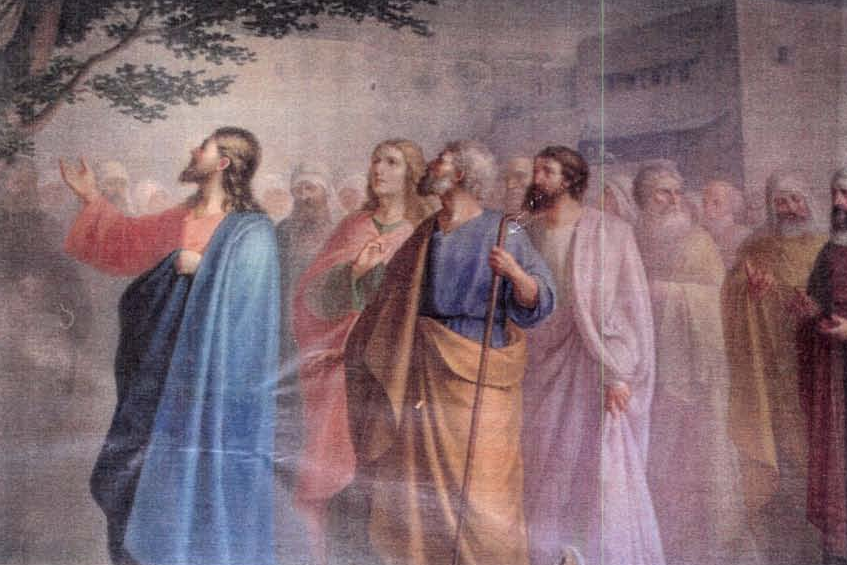
Мытарь Закхей на дереве, приглашающий Христа (фрагмент). 1881. Ново-Валаамский монастырь
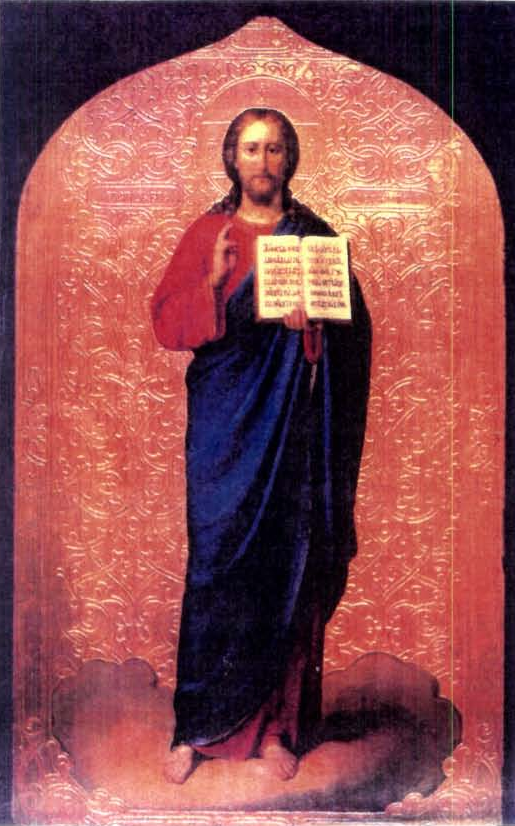
Господь Вседержитель. Ново-Валаамский монастырь
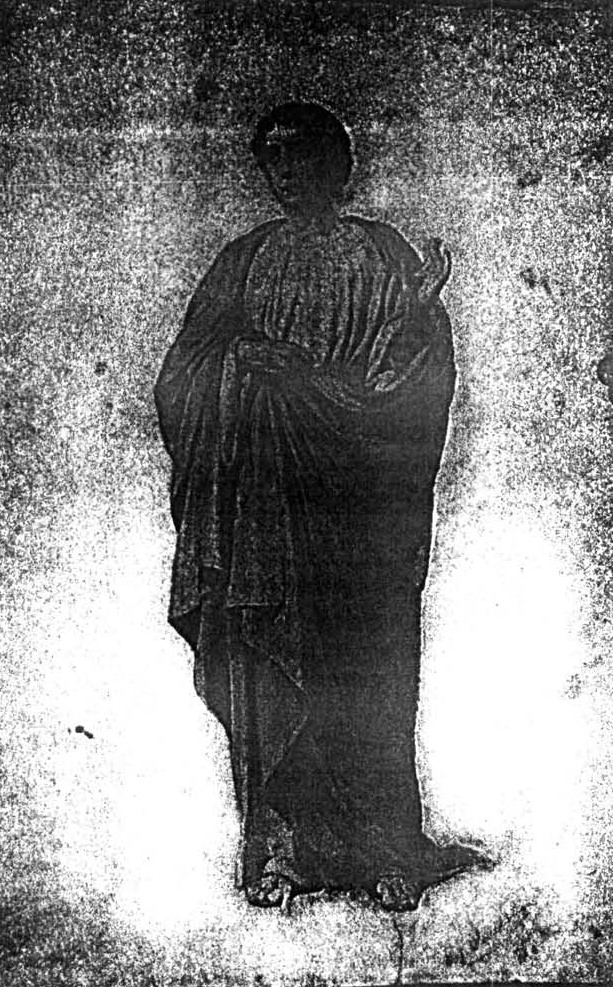
Этюд натурщика, 1895. Ново-Валаамский монастырь
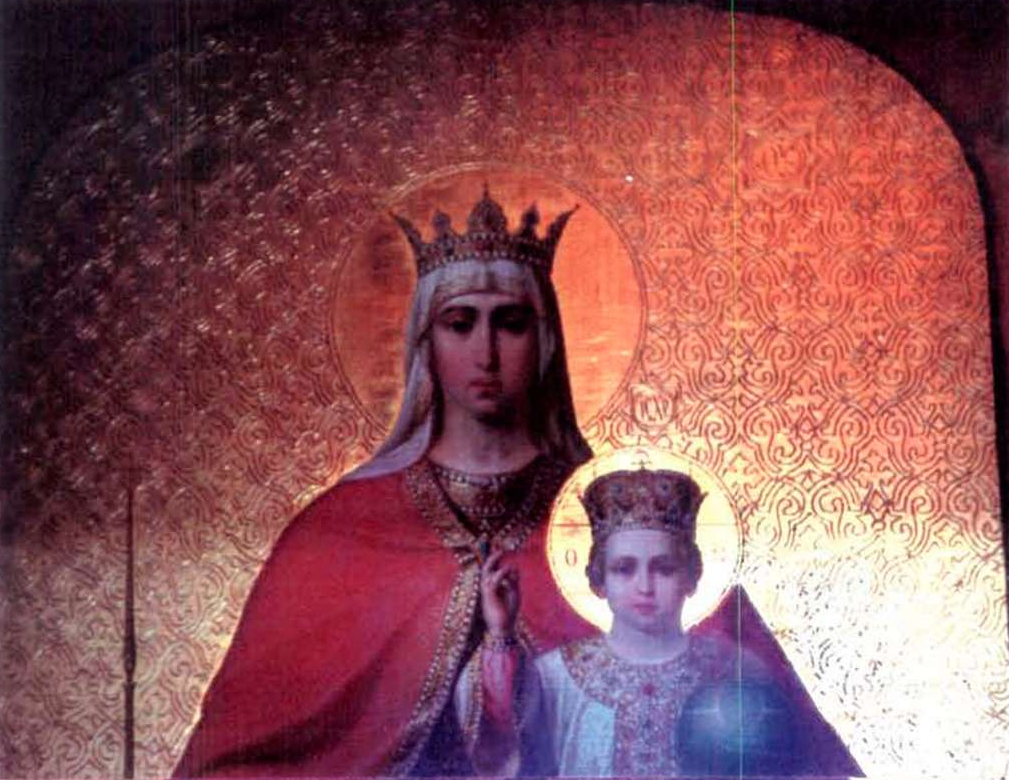
Богородица с Младенцем на троне (фрагмент), 1896. Ново-Валаамский монастырь